# Magnus Georg Paucker
Pour les articles homonymes, voir Paucker.
 (décembre 2023).
La mise en forme du texte ne suit pas les recommandations de Wikipédia : il faut le « wikifier ».
Les points d'amélioration suivants sont les cas les plus fréquents. Le détail des points à revoir est peut-être précisé sur la page de discussion.
- Les titres sont pré-formatés par le logiciel. Ils ne sont ni en capitales, ni en gras.
- Le texte ne doit pas être écrit en capitales (les noms de famille non plus), ni en gras, ni en italique, ni en « petit »…
- Le gras n'est utilisé que pour surligner le titre de l'article dans l'introduction, une seule fois.
- L'italique est rarement utilisé : mots en langue étrangère, titres d'œuvres, noms de bateaux, etc.
- Les citations ne sont pas en italique mais en corps de texte normal. Elles sont entourées par des guillemets français : « et ».
- Les listes à puces sont à éviter, des paragraphes rédigés étant largement préférés. Les tableaux sont à réserver à la présentation de données structurées (résultats, etc.).
- Les appels de note de bas de page (petits chiffres en exposant, introduits par l'outil «  Source ») sont à placer entre la fin de phrase et le point final[comme ça].
- Les liens internes (vers d'autres articles de Wikipédia) sont à choisir avec parcimonie. Créez des liens vers des articles approfondissant le sujet. Les termes génériques sans rapport avec le sujet sont à éviter, ainsi que les répétitions de liens vers un même terme.
- Les liens externes sont à placer uniquement dans une section « Liens externes », à la fin de l'article. Ces liens sont à choisir avec parcimonie suivant les règles définies. Si un lien sert de source à l'article, son insertion dans le texte est à faire par les notes de bas de page.
- La présentation des références doit suivre les conventions bibliographiques. Il est recommandé d'utiliser les modèles {{Ouvrage}}, {{Chapitre}}, {{Article}}, {{Lien web}} et/ou {{Bibliographie}}. Le mode d'édition visuel peut mettre en forme automatiquement les références.
- Insérer une infobox (cadre d'informations à droite) n'est pas obligatoire pour parachever la mise en page.

Pour une aide détaillée, merci de consulter Aide:Wikification.
Si vous pensez que ces points ont été résolus, vous pouvez retirer ce bandeau et améliorer la mise en forme d'un autre article.
Magnus Georg von Paucker (russe : Магнус-Георг Андреевич Паукер), né le 15 novembre 1787 à Simuna et mort le 17 août 1855 à Mitau est un astronome et mathématicien allemand balte. Il est le premier lauréat du prix Demidov en 1832 pour son travail "Handbuch der Metrologie Rußlands und seiner deutschen Provinzen".

## Biographie

### Carrière
Magnus Paucker est le fils aîné d'Heinrich Johann Paucker (1759-1819), un pasteur installé à Nissi puis à Simuna à partir de 1785. En 1805, il commence ses études d'astronomie et de physique à l'Université de Dorpat, où ses professeurs sont Georg Friedrich Parrot et Johann Wilhelm Andreas Pfaff. Entre 1808 et 1809, Paucker arpente la rivière Emajõgi qui fut la première expédition géodésique sur le territoire de l'Estonie. En 1809, il contribue à la construction de la première ligne télégraphique optique de Russie, de Saint-Pétersbourg à Tsarskoïe Selo.
En 1811, Paucker devient maître de conférences à l'Université de Dorpat, succédant à Ernst Friedrich Knorre. En 1813, il obtient son doctorat pour une thèse en physique des solides intitulée De nova explicatione phaenomeni elasticitatis corporum rigidorum. De 1810 à 1811 il est professeur de mathématiques et de sciences naturelles au gymnase de Vyborg. À partir de 1813, il est professeur de mathématiques et de sciences physiques au gymnase Mitau et organise la première société scientifique de Lettonie, la Société de Courlande de littérature et d'arts. En 1822, il est élu membre correspondant de l'Académie des sciences de Saint-Pétersbourg.

### Vie privée
En 1819, il épouse Anna Christina Wilhelmine von Baggehufwudt, de cette union naissent trois fils : le philologue classique Karl von Paucker, le général Hermann von Paucker et le capitaine de premier rang Adolf von Paucker (1824-1875).

## Publications

### Ouvrages
- 1813 : La Théorie des dérivations, Mitau ;
- 1818 : Aperçu des négociations de la Société de Courlande pour la Littérature et l'Art ;
- 1819 et 1822 : Partie historique des premier et deuxième volumes des transformations annuelles de la Société Courlandaise de Littérature et d'Art, avec notes biographiques, Mitau ;
- 1823 : La géométrie plane de la ligne droite et du cercle, ou des éléments. Pour le lycée et l'auto-apprentissage, Königsberg ;
- 1837 : Cahier de calcul pratique des conditions domestiques en trois livrets, Mitau ;
- 1837 : Le projet de loi de Pâques pour introduire un meilleur calendrier ecclésial et des canons de Pâques, Riga ;
- 1842 : Fondements de la géométrie, Leipzig ;
- 1844 : Les équations gaussiennes des triangles d'arc et deux théorèmes étranges sur l'espace, Mitau[4].